# Tomba del Cavallo Celeste
La tomba del cavallo celeste, meglio conosciuta come Cheonmachong, è un tumulo che si trova nella città di Gyeongju, in Corea del Sud. Questa tomba venne edificata tra il VI e il V secolo e fu l'ultima dimora di un sovrano sconosciuto della dinastia Silla. Venne riportata alla luce nel 1973.
Lo stile della tomba segue i canoni tipici che si osservano durante l'epoca Silla, costituita da una camera rivestita di legno che segue la direttiva est-ovest e ricoperta da un tumulo di pietra e terra. Si pensa che questo tipo di tomba ricalchi lo schema di costruzione della tomba scito-iraniana ritrovata a Pazyryk, in Russia. La tomba misuta 47 metri di diametro, 157 di circonferenza e 12.7 di altezza.

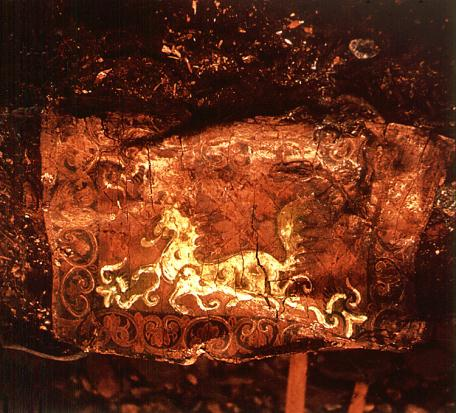
Il dipinto del cavallo alato che ha dato il nome alla tomba.

La camera tombale conteneva una bara in legno laccato la quale aveva oggetti di sepoltura tutt'attorno. 11.500 artefatti sono stati recuperati dalla tomba. Il nome del tumulo sepolcrale deriva da un dipinto ritrovato su un lembo di una sella in corteccia di betulla. Questo cavallo, noto nella mitologia coreana con il nome di Cheonma, ha otto zampe ed è dipinto con delle ali ai suoi piedi. Questo è un raro esempio di pittura dell'epoca Silla e di quanto sia stata influenzata dal regno coreano di Goguryeo. Il ritrovamento degli ornamenti per cavalli nella tomba e il sacrificio di un cavallo alla morte del sovrano denotano l'importanza di questo animale nella società Silla e sottolinea il ruolo principale ricoperto dal re nello sciamanesimo praticato dalla popolazione. Sull'altro lembo della sella sono dipinti un cavaliere e la fenice.
 La tomba conteneva numerosi altri tesori come una corona d'oro e una cintura d'oro, entrambe ricoperte da perline a forma di virgola in giada. Tutti questi ornamenti reali stanno a significare che un sovrano è stato tumulato nella tomba. In più, il fatto che la cintura trovata in questa tomba sia simile a quella ritrovata nella tomba della corona d'oro e l'uso di disegni contenenti dragoni sui piatti d'oro che corrisponde a quelli dei tesori del re Muryeong di Baekje sottolineano l'utilizzo della tomba come ultima dimora per un sovrano. Oltre alla corona e alla cintura, nella tomba erano presenti braccialetti e anelli d'oro per ogni dito del sovrano sepolto. Tra gli altri oggetti rituali sono stati rinvenuti bollitori in ferro, ceramiche, vasi in bronzo, oggetti decorati con lacche, selle e una spada di 98 centimetri.